# 헤어 젤

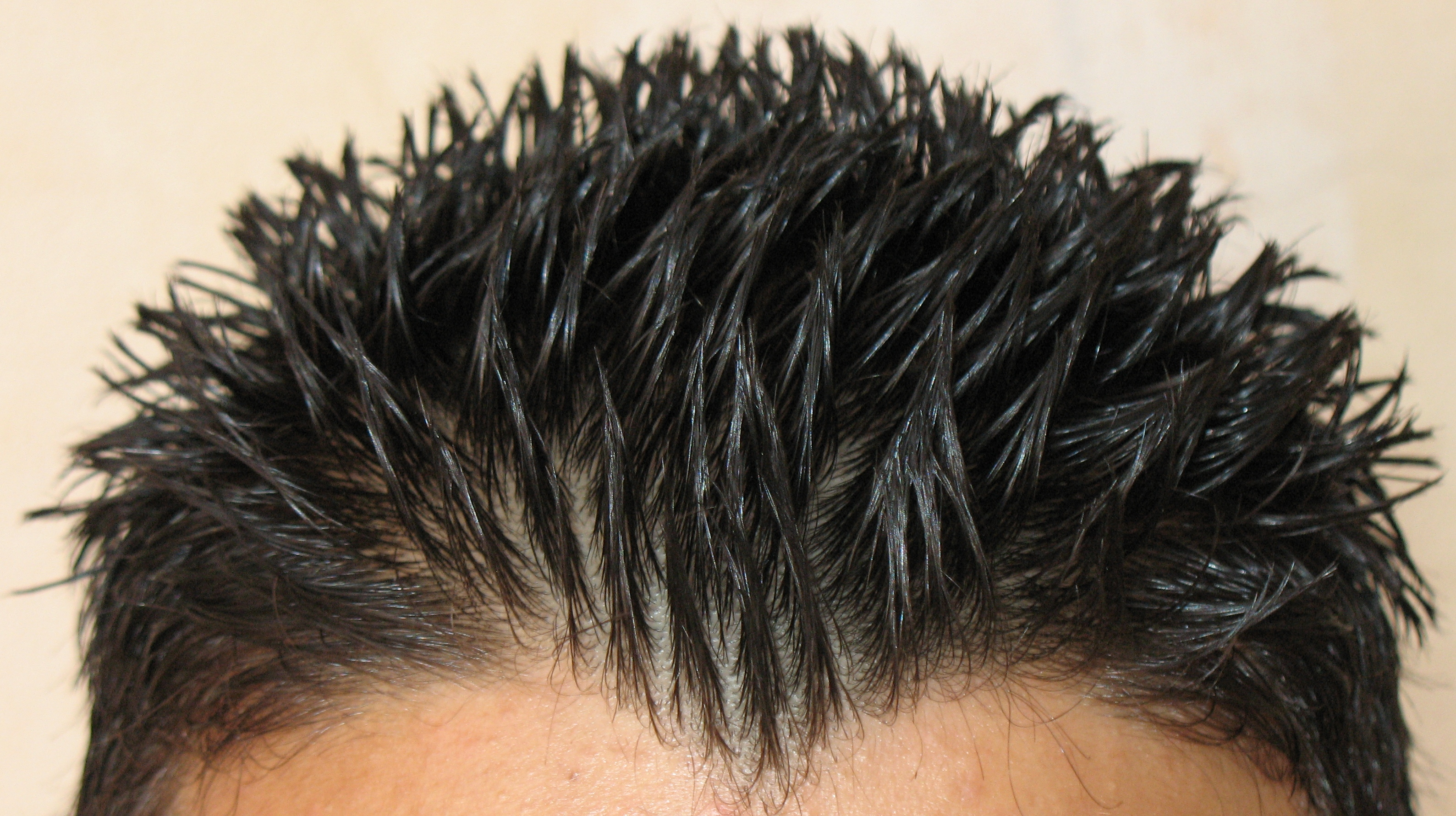
헤어 젤

헤어 젤(영어: hair gel)은 인간의 머리카락을 특정한 헤어스타일로 단단하게 만드는 데 사용되는 헤어스타일링 제품의 종류 중 하나다.

## 역사
고대 이집트 미라에 대한 분석 결과, 그들은 지방 기반 젤을 사용하여 머리를 스타일링했다는 사실이 밝혀졌다. 분석을 담당한 연구원들은 이집트인들이 생전에 스타일을 유지하도록 이 제품을 사용했다고 말하고 있다. 영국 맨체스터 대학교 생물의학 이집트학 KNH 센터의 고고학 과학자인 나탈리 맥크리시와 동료들은 18개의 미라에서 채취한 머리카락 샘플을 연구했다. 가장 오래된 것은 약 3,500년 전이지만, 대부분은 서부 사막의 다클레 오아시스에 있는 묘지에서 발굴되었으며 약 2,300년 전인 그리스-로마 시대의 것이다.
기원전 392년에서 기원전 201년 사이로 방사성 탄소 연대 측정이 이루어진 아일랜드 습지대 클로니캐번 인간의 시신은 스페인이나 프랑스 남서부에서 수입한 소나무 수지로 만든 헤어젤을 사용했던 것으로 밝혀졌다.
1914년, 아르헨티나 부에노스아이레스 중심부에 있는 작은 약국에서 수의대생 호세 안토니오 브란카토는 등록 상표로 "고미나"라는 이름을 가진 머리카락 고정제를 혼합했다. 곧 "고미나"라는 단어는 고정제의 대명사가 되었다.
1929년, 영국 회사인 케미코 웍스가 브릴크림을 발명했는데, 이 제품은 그 후 수십 년 동안 영국과 미국 모두에서 헤어 스타일링 제품 시장 선두주자가 되었다.
1960년대에 미국에서 현대 헤어 젤이 발명되었는데, 나중에 뎁 코퍼레이션으로 이름이 바뀐 회사다.